# Амсиф, Мохамед
Мохаме́д Амси́ф (нем. Mohamed Amsif; араб. محمد أمسيف‎; 7 февраля 1989, Дюссельдорф) — марокканский и немецкий футболист, вратарь клуба «Веен». Выступал в сборной Марокко. Участник Кубка африканских наций 2012 года.
В составе «Шальке 04» Амсиф стал серебряным призёром чемпионата Германии 2009/10.

## Биография

### Клубная карьера
Мохамед Амсиф прошёл через молодёжные системы клубов «ТуРУ Дюссельдорф», «ДСВ Дюссельдорф» и «Вупперталер». В 2005 году Мохаммед попал в «Шальке 04». Спустя год молодой вратарь стал выступать за юниорскую команду клуба, с которой он дважды становился серебряным призёром в чемпионате Германии среди юниоров. 21 мая 2008 года Амсиф подписал свой первый профессиональный контракт с «Шальке 04», рассчитанный на два года. В начале сезона 2008/09 Мохамед Амсиф стал выступать в составе «Шальке 04 II», выступавшего в Региональной лиге «Запад». 17 августа 2008 года в матче с «Пройзен Мюнстер», который завершился ничьей со счётом 1:1, Амсиф дебютировал в составе второй команды клуба. Всего в том сезоне Амсиф провёл 12 матчей в Региональной лиге и пропустил 23 мяча. В составе главной команды Амсиф ни разу не появился. В следующем сезоне Амсиф принял участие ещё в 11-и матчах Региональной лиги и пропустил 20 мячей, но в основном составе клуба он так и не дебютировал.
Летом 2010 года Мохамед Амсиф в качестве свободного агента перешёл в клуб второй Бундеслиги «Аугсбург». Основным голкипером клуба был Симон Йенч, поэтому сезон молодой вратарь начал на скамейке запасных. 19 сентября 2010 года в домашнем матче с «Оснабрюком» Симон Йенч получил сотрясение мозга на 69-й минуте при счёте 1:2 в пользу гостей, это позволило Амсифу дебютировать в составе нового клуба. В оставшееся время одноклубники Мохамеда забили один гол, а вратарю удалось сохранить свои ворота в неприкосновенности. В следующем матче с «Дуйсбургом» Амсиф провёл на поле все 90 минут, но «Аугсбург» проиграл матч со счётом 0:1. К следующему матчу восстановился Симон Йенч, который занял место в основе и отыграл до конца сезона без замен. Несмотря на то, что Амсиф провёл на поле всего 111 минут, его клуб занял второе место в чемпионате и впервые в истории вышел в первую Бундеслигу.
Новый сезон Мохамед Амсиф вновь начал на скамейке запасных. Лишь когда Симон Йенч получил травму пальца, главный тренер клуба Йос Лухукай доверил место в основе молодому вратарю. В матче второго раунда Кубка Германии с клубом «РБ Лейпциг», который завершился минимальной победой «Аугсбурга», Мохамед провёл на поле все 90 минут. В следующем матче Бундеслиги на поле всё равно вышел Симон Йенч, но он лишь усугубил свою травму, это позволило Амсифу на некоторое время стать первым номером команды. 6 ноября 2011 года в матче с мюнхенской «Баварией», который завершился поражением аугсбургцев со счётом 1:2, состоялся дебют Амсифа в первой Бундеслиге. 15 декабря Мохамед Амсиф продлил свой заканчивающийся контракт с клубом ещё на два года.
30 мая 2014 года Амсиф подписал контракт с «Унионом» из Берлина до 2017 года.

### Карьера в сборной
Мохамед Амсиф на юниорском и молодёжном уровне защищал цвета Германии. На его счету по одному матчу за сборные Германии для юниоров младше 18-и лет и 19-и лет, а также пять матчей за сборную для юниоров младше 20-и лет. Тем не менее, на взрослом уровне Мохамед Амсиф принял решение защищать цвета исторической родины Марокко.
13 ноября 2011 года в матче со сборной Камеруна состоялся его дебют за сборную Марокко. Основное время матча закончилось вничью со счётом 1:1, а в послематчевой серии пенальти камерунцы оказались сильнее со счётом 4:2. В начале 2012 года главный тренер сборной Марокко Эрик Геретс включил Амсифа в список игроков, заявленных на Кубок африканских наций. В первых двух матчах Геретс доверил место в воротах сборной Надиру Ламьягри, но он пропустил 5 голов и команда проиграла оба матча, после чего лишилась шансов на выход в четвертьфинал. В последнем матче, Амсиф всё же вышел на поле и провёл все 90 минут с Нигером, отстояв на ноль. Тем не менее, после этого марокканцы отправились домой.

## Достижения
«Шальке 04»
- Серебряный призёр чемпионата Германии: 2010

## Клубная статистика
| Клуб             | Дивизион           | Сезон            | Чемпионат Германии | Чемпионат Германии | Кубок Германии | Кубок Германии | Итого | Итого |
| Клуб             | Дивизион           | Сезон            | Игры               | Голы               | Игры           | Голы           | Игры  | Голы  |
| ---------------- | ------------------ | ---------------- | ------------------ | ------------------ | -------------- | -------------- | ----- | ----- |
| Шальке 04        | Бундеслига         | 2008/09          | 0                  | 0                  | 0              | 0              | 0     | 0     |
| Шальке 04        | Бундеслига         | 2009/10          | 0                  | 0                  | 0              | 0              | 0     | 0     |
| Шальке 04        | Итого              | Итого            | 0                  | 0                  | 0              | 0              | 0     | 0     |
| Шальке 04 II     | Регионаллига Запад | 2008/09          | 12                 | -23                | 0              | 0              | 12    | -23   |
| Шальке 04 II     | Регионаллига Запад | 2009/10          | 11                 | -20                | 0              | 0              | 11    | -20   |
| Шальке 04 II     | Итого              | Итого            | 23                 | -43                | 0              | 0              | 23    | -43   |
| Аугсбург         | Вторая Бундеслига  | 2010/11          | 2                  | -1                 | 0              | 0              | 2     | -1    |
| Аугсбург         | Бундеслига         | 2011/12          | 6                  | -8                 | 2              | -2             | 8     | -10   |
| Аугсбург         | Итого              | Итого            | 8                  | -9                 | 2              | -2             | 10    | -11   |
| Всего за карьеру | Всего за карьеру   | Всего за карьеру | 31                 | -52                | 2              | -2             | 33    | -54   |

По состоянию на 1 февраля 2012

## Статистика в сборной
| № | Дата           | Место проведения | Соперник | Счёт | Пропущенные голы | Турнир                       |
| 1 | 13 ноября 2011 | Марракеш         | Камерун  | 1:1  | 1                | Товарищеский матч            |
| 2 | 31 января 2012 | Либревиль        | Нигер    | 1:0  | -                | Кубок африканских наций 2012 |

Итого: 2 матча / 1 пропущенный гол; 1 победа, 1 поражение.
| № | Дата           | Место проведения | Соперник  | Счёт | Пропущенные голы | Турнир            |
| 1 | 19 мая 2009    | Бьелла           | Италия    | 1:0  | -                | Товарищеский матч |
| 2 | 9 октября 2009 | Золотурн         | Швейцария | 2:3  | 2                | Товарищеский матч |
| 3 | 8 декабря 2009 | Таранто          | Италия    | 4:1  | -                | Товарищеский матч |
| 4 | 3 марта 2010   | Берлин           | Швейцария | 1:1  | -                | Товарищеский матч |
| 5 | 7 апреля 2010  | Гамбург          | Италия    | 4:0  | -                | Товарищеский матч |

Итого: 5 матчей / 2 пропущенных гола; 3 победы, 1 ничья, 1 поражение.
| № | Дата           | Место проведения | Соперник | Счёт | Пропущенные голы | Турнир            |
| 1 | 25 января 2008 | Доха             | Египет   | 3:2  | 2                | Товарищеский матч |

Итого: 1 матч / 2 пропущенных гола; 1 победа.
| № | Дата           | Место проведения | Соперник | Счёт | Пропущенные голы | Турнир            |
| 1 | 14 ноября 2006 | Кушадасы         | Турция   | 2:1  | 1                | Товарищеский матч |

Итого: 1 матч / 1 пропущенный гол; 1 победа.
| Год   | Матчи КАН | Матчи КАН | Товарищеские матчи | Товарищеские матчи | Итого | Итого |
| Год   | Игры      | Голы      | Игры               | Голы               | Игры  | Голы  |
| ----- | --------- | --------- | ------------------ | ------------------ | ----- | ----- |
| 2011  | 0         | 0         | 1                  | -1                 | 1     | -1    |
| 2012  | 1         | 0         | 0                  | 0                  | 1     | 0     |
| Итого | 1         | 0         | 1                  | -1                 | 2     | -1    |

По состоянию на 1 февраля 2012